# Dúbravica
Dúbravica – wieś (obec) na Słowacji w kraju bańskobystrzyckim, w powiecie Bańska Bystrzyca. Pierwsza wzmianka o istnieniu tej wsi sięga 1400 roku.